# Anthaxia hungarica
Espèce
Anthaxia hungarica, aussi appelée Anthaxie hongroise, est une espèce d'insectes coléoptères de la famille des Buprestidae.

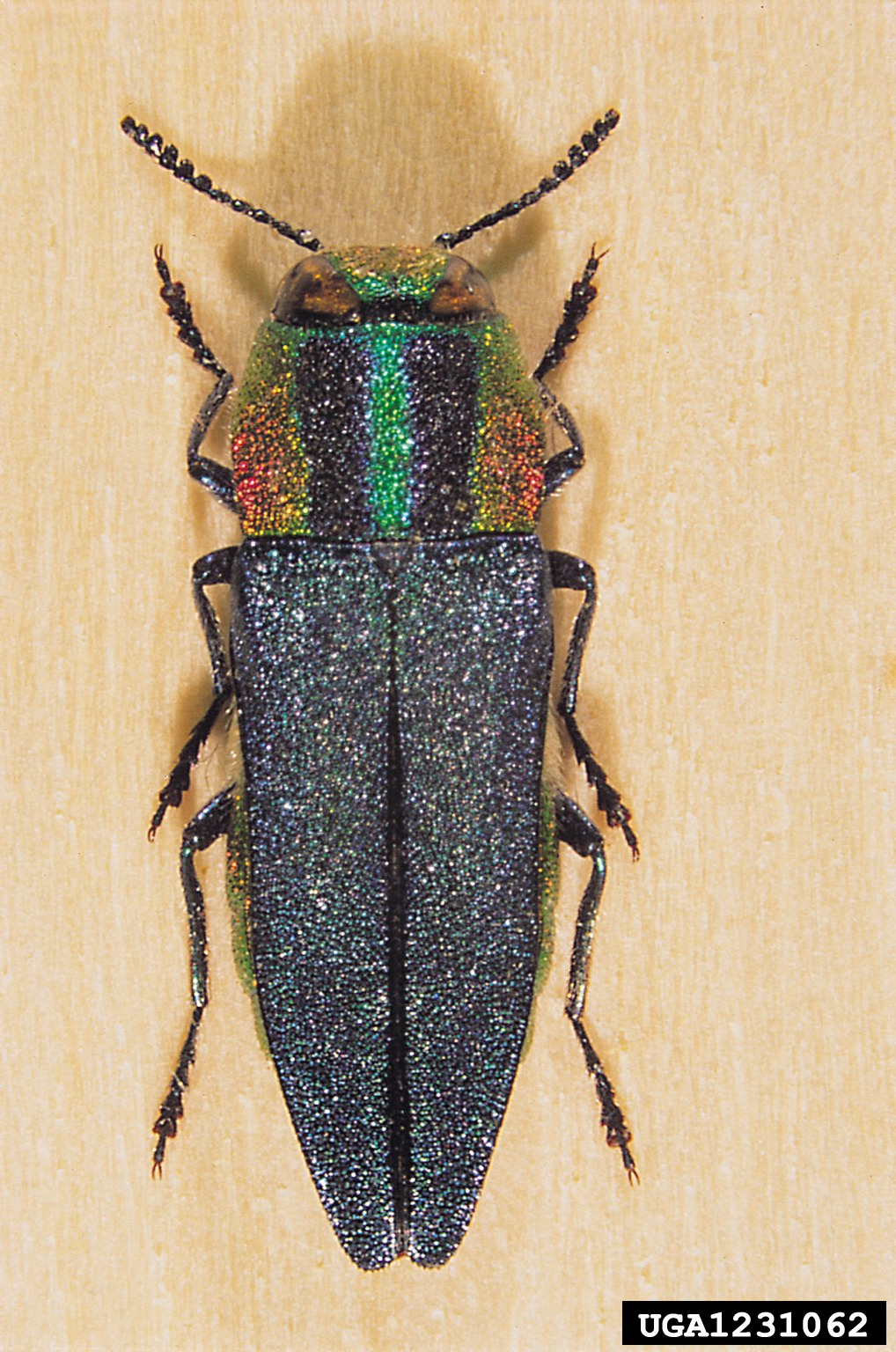
Femelle

## Description
Long de 7 à 15 mm, ce bupreste montre un dimorphisme sexuel accentué : le mâle est généralement entièrement vert tandis que la femelle a la tête et les bords du pronotum brillants et colorés d'un rouge cuivreux, le dessous de son corps est rouge.

## Distribution
Europe plutôt méridionale : du Portugal à l'Ukraine, régions méditerranéennes, en France : Sud et Corse ; Asie : Moyen-Orient ; Afrique du Nord.

## Biologie
Les adultes, qui sont actif au printemps ou à l'automne, se nourrissent du pollen des fleurs et les larves rongent le bois mort de chêne. 